# Пожар в здании Grenfell Tower в Лондоне
Пожар в здании Grenfell Tower в Лондоне случился 14 июня 2017 года в 24-этажном здании Grenfell Tower в лондонском районе Северный Кенсингтон, привёл к гибели 71 человека, в основном выходцев из Африки и Ближнего Востока.
По одной из версий, причиной возникновения пожара стала неисправность одного из холодильников, который находился в здании.

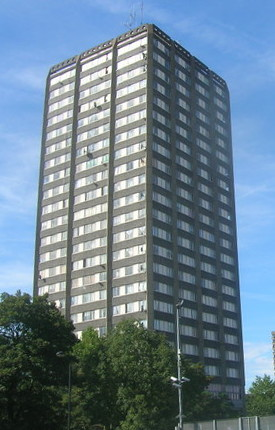
Grenfell Tower в 2009 году

## Здание
Grenfell Tower (Гренфелл-Тауэр) — 24-этажный жилой дом, 127 квартир с 227 спальнями в Северном Кенсингтоне в Лондоне, построенный в 1974 году. Здание было названо в честь проходящей к югу от него улицы Гренфелл-роуд. Сама же улица названа в честь британского фельдмаршала барона Фрэнсиса Гренфелла.
В 2015—2016 годах в здании были произведены ремонтные работы стоимостью 10 миллионов £: установлены новые окна и обновлённое плакирование с теплоизоляцией.
В здании проживало около 600 человек. Большинство было выходцами из стран Африки и Ближнего Востока.
Количество опознанных жертв пожара на октябрь 2017 года составило 71 человек.

## Ход пожара

### Хроника
Пожар начался примерно в час ночи в среду 14 июня 2017 года. По сообщениям очевидцев, очаг возгорания находился на четвёртом этаже. Через шесть минут после сообщения о пожаре на место прибыли первые пожарные расчёты. Тем временем огонь быстро распространялся по облицовке здания и всего за 15 минут достиг верхних этажей.
К ликвидации пожара и его последствий было привлечено около 250 пожарных, сорок пожарных машин и более 100 медицинских работников. Тушение пожара продолжалось почти десять часов. Пожарным удалось спасти из горящего здания 65 человек, ещё часть жителей покинула здание самостоятельно.
По данным Скотленд-Ярда, возгорание произошло из-за неисправного холодильника в одном из помещений.

### Выводы
Совет муниципального округа Кэмден в Лондоне после трагедии эвакуировал примерно 800 семей, жителей пяти высотных домов микрорайона Chalcots Estate — здания могли быть обшиты таким же облицовочным материалом, что и Grenfell Tower. Глава совета Джорджия Гулд заявила, что властям «необходимо сделать все возможное, чтобы уберечь жителей», поскольку облицовка домов не соответствует требуемому стандарту пожарной безопасности и не является огнеупорной.

## Благотворительный сингл
Реакцией музыкального сообщества стала запись благотворительного сингла на основе культовой песни «Bridge over Troubled Water», исполненной ещё в 1970 году дуэтом Simon and Garfunkel. Музыкальный продюсер Саймон Коуэлл сделал аранжировку для записи благотворительного сингла поблизости от студии Sarm West Studios. Среди исполнителей были Робби Уильямс, Джери Халлиуэлл (из Spice Girls), Джеймс Блант, Лиам Пейн (из группы One Direction), Stormzy, Джеймс Артур и Луиза Джонсон (оба были победителями The X Factor), Эмели Санде, Пикси Лотт, Рита Ора, Леона Льюис, Тулиса Контоставлос, Келли Джонс (солист группы Stereophonics). На гитарах играли легендарные
Брайан Мэй (Queen), Найл Роджерс и Пит Таунсенд (The Who). Всего в записи приняли участие около 50 музыкантов, которые 21 июня объединились под общим названием Artists for Grenfell. В первый день релиза было продано 120 000 копий сингла, что стало лучшим результатом дня открытия за все 2010-е годы. В итоге сингл 23 июня 2017 года занял 1-ю позицию в британском официальном хит-параде UK Singles Chart. В хоре из примерно 300 человек под руководством хормейстера Гарета Мэлоуна приняли участие представители сгоревшего дома Grenfell Tower.